# Sőregtok
A sőregtok (Acipenser stellatus) a csontos halak (Osteichthyes) főosztályának a sugarasúszójú halak (Actinopterygii) osztályába, ezen belül a tokalakúak (Acipenseriformes) rendjébe és a valódi tokfélék (Acipenseridae) családjába tartozó faj.

## Előfordulása
A sőregtok a Fekete-, Azovi- és Kaszpi-tenger, valamint az odatorkolló folyók lakója. A Dunában Pozsonyig észlelték, napjainkban a Vaskapunál lévő duzzasztómű megakadályozza, hogy felúszhasson a folyóban. Az utolsó ismert magyarországi példányt 1965-ben Mohácsnál fogták. Védett!

## Megjelenése
A sőregtoknak 10-15 hátrafelé irányuló, éles hegyű, hátvértje van; a 26-40 finom oldalvért nem fedi egymást; 10-12 a hasvértek száma. Rendkívül karcsú, megnyúlt testének keresztmetszete kör alakú. Keskeny, hegyes, felfelé hajló orrának hossza meghaladja a fej hosszúságának felét. Alsó ajka középen megszakított. Háta rozsdabarna, feketésbarna árnyalattal, a fej oldalai vörhenyesek; hasoldala fehér, ezüstös csillogással. Előfordulhat csaknem fekete színű, szürkéssárga hasoldalú példány is. Orrának alsó fele hússzínű, a csontos vértek piszkosfehérek. A nőstény maximális testhossza 220 centiméter, testtömege 68 kilogramm.

## Életmódja
A sőregtok vándorhal, van úgynevezett nyári és téli formája. Előbbi többnyire nem hatol messzire a folyók alsó szakaszán: ívóhelyei a folyók torkolatában, gyakran a delta előtt, a görgeteges, hordalékos részeken vannak. Júniusban ívik, az ivadék hamar visszatér a tengerbe. A téli forma messzire felúszik a folyókban, június–szeptemberben ívik. Tápláléka rovarlárvák, rákok és apró halak.

## Egyéb elnevezései
Csillagostok, halak királya, királyhal, síreg, sőreg, vízipárduc.

## Képek

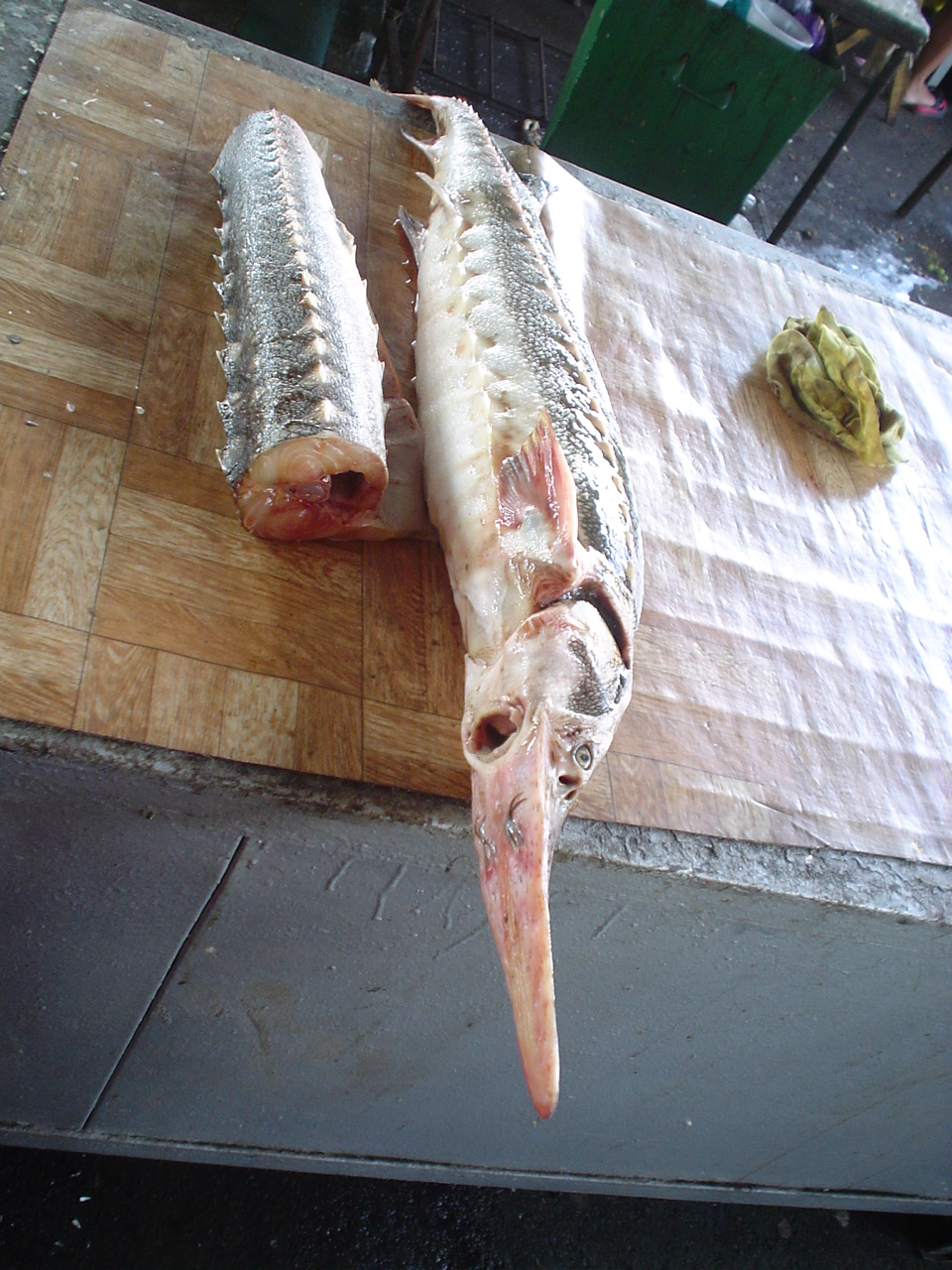
A halpiacon
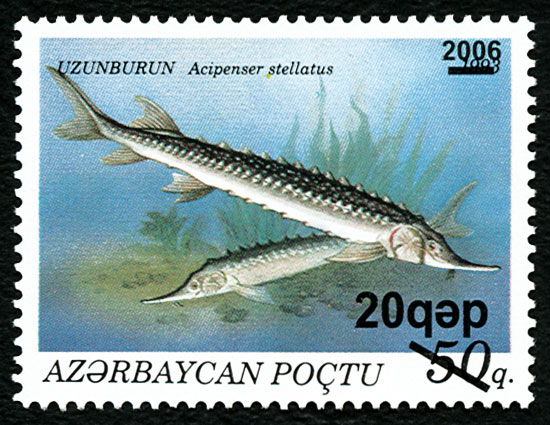
Azerbajdzsán egyik postabélyegén
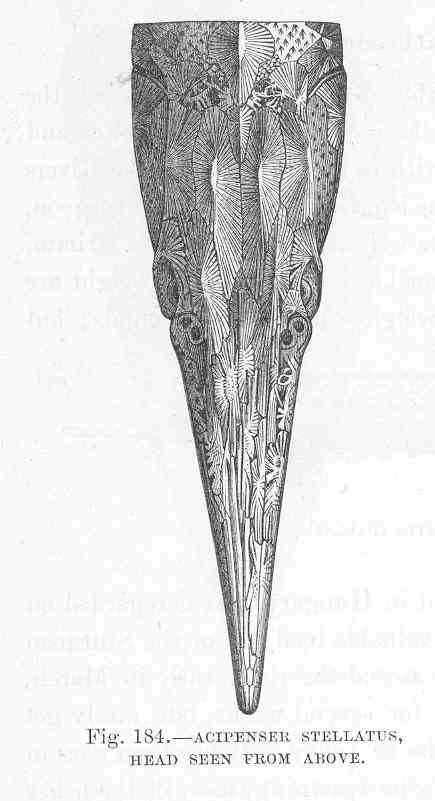
Rajz a fejéről, felülről
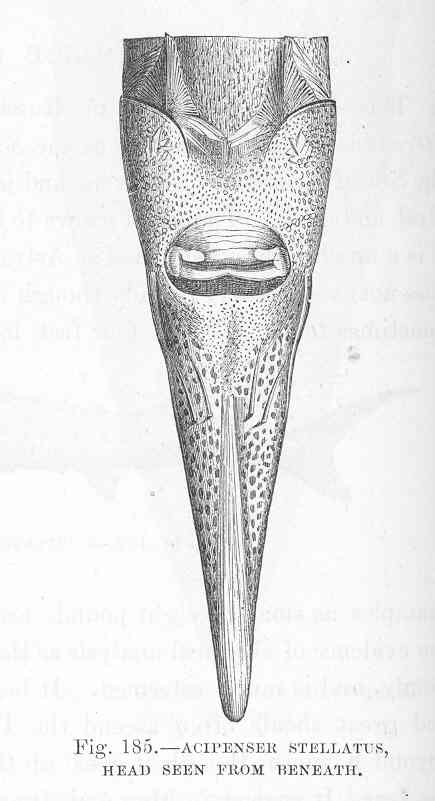
és alulról